# Gunnerius Ingvald Isachsen

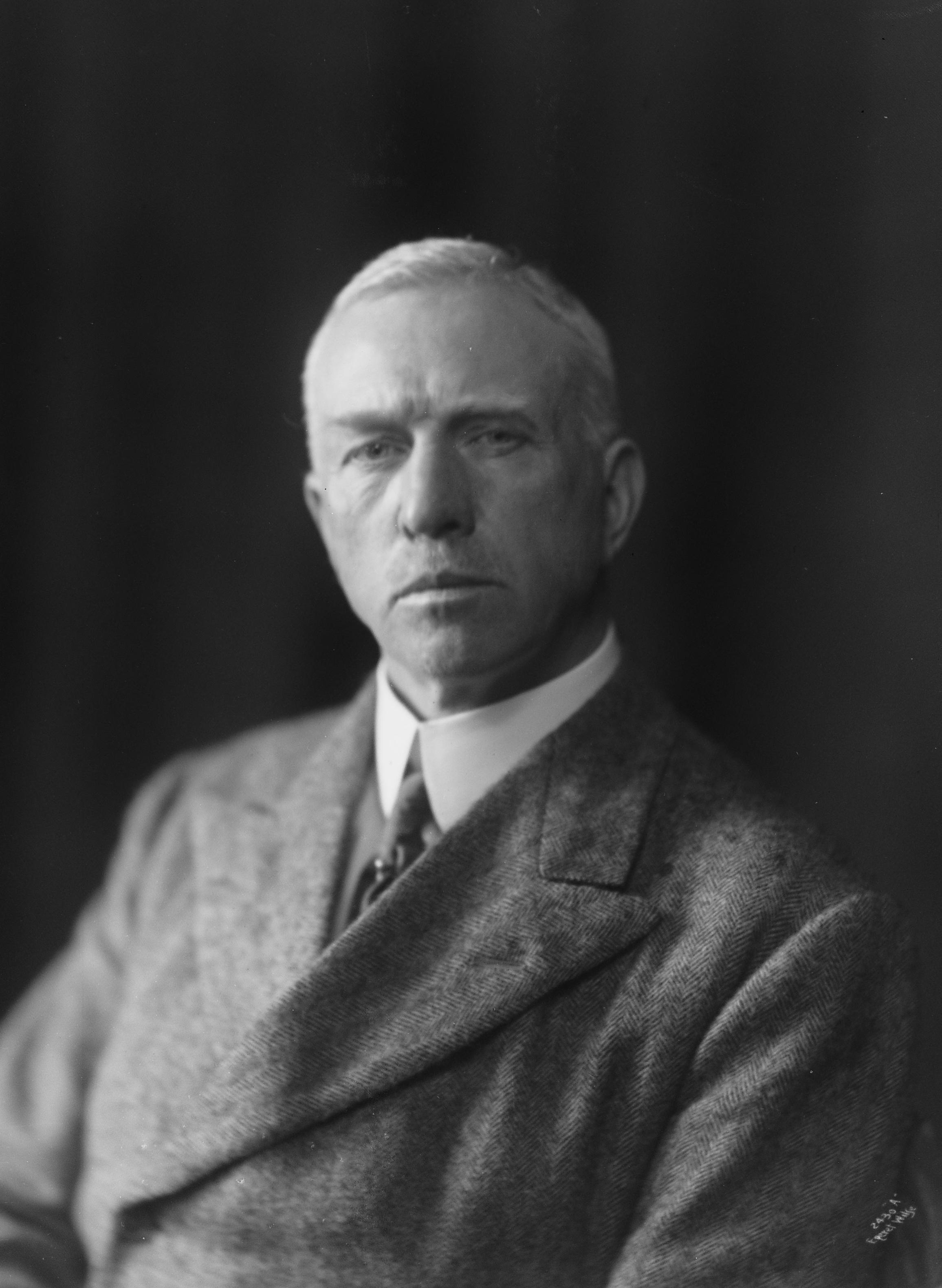
Gunnar Isachsen (1921)

Gunnerius Ingvald Isachsen (auch Gunnar Isachsen; * 3. Oktober 1868 in Drøbak; † 19. Dezember 1939 in Asker) war ein norwegischer Offizier und Polarforscher.

## Leben

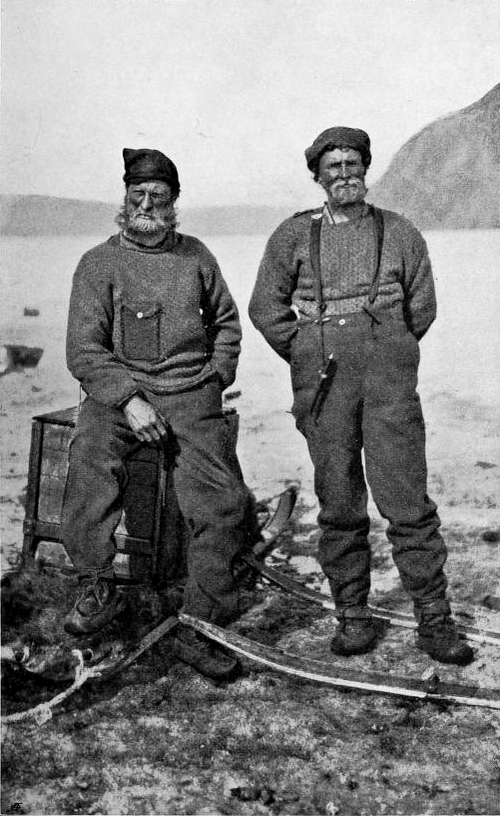
Gunnar Isachsen und Sverre Hassel während der zweiten Fram-Expedition

Nachdem er eine Ausbildung beim norwegischen Militär absolviert hatte und an der Militärakademie auch Kurse in Marineforschung belegt hatte, nahm er 1898 bis 1902 als Topograph an der zweiten Expedition der Fram unter Otto Sverdrup teil und entdeckte dabei am 20. April 1900 die Amund-Ringnes-Insel und weitere bis dato unbekannte Inseln im Norden Kanadas.
Von 1903 bis 1905 nahm er an französischen Feldzügen in Algerien teil. Der verheiratete Soldat und Vater von fünf Kindern leitete 1906 und 1907 zwei vom Fürsten Albert I. von Monaco unterstützte Expedition nach Spitzbergen. Weitere Expeditionen führten ihn in den Jahren 1909 und 1910 nochmals nach Spitzbergen, wo er topografische und bathymetrische Arbeiten ausführte. In der Folge dieser Spitzbergen-Fahrten begründete er die systematische Forschung in und über diese Inselgruppe und war technischer Delegierter der norwegischen Regierung beim Abschluss des Spitzbergenvertrags und bei der Pariser Friedenskonferenz 1919.
1923 wurde er zum Direktor des Norwegischen Seefahrtsmuseums (Norsk Sjøfartsmuseum) in Oslo ernannt. Danach war er unter anderem Leiter einer Expedition nach Ostgrönland 1923–1924 und in die Antarktis 1930–1931 (vierte Norvegia-Expedition). Er wurde mit mehreren norwegischen und internationalen Orden ausgezeichnet, darunter dem Sankt-Olav-Orden und der Kongens fortjenstmedalje (deutsch: Königliche Verdienstmedaille) in Gold.
Isachsen ist Namensgeber mehrerer geographischer Objekte. Cape Isachsen, das Nordkap von Ellef Ringnes Island in der kanadischen Arktis, liegt auf der Halbinsel Isachsen Peninsula (früher Isachsen Land). Auf derselben Insel, deren höchste Erhebung der Isachsen Dome ist, ist die heute unbemannte kanadische Wetterstation Isachsen nach ihm benannt. In der Nähe fließt der Isachsen River. Der Gletscher Isachsen Glacier liegt im Westen von Ellesmere Island. Eine Landzunge an der Ostküste Victoria Islands trägt den Namen Isachsen Point. In der Antarktis tragen der 3425 m hohe Berg Isachsenfjella und der Ingvaldnuten seinen Namen. Auf Spitzbergen erinnern der 681 m hohe Berg Isachsenfjellet auf der Insel Prins Karls Forland und der Gletscher Isachsenfonna in Haakon-VII-Land an ihn.

## Werke (Auszug)
- Expédition Isachsen au Spitsberg 1909–1910. Résultats scientifiques, 3 Bände, 1911–1916
- Exploration du nord-oust du Spitsberg, entreprise sous les auspices S.A.S. le Prince de Monaco par la Mission Isachsen, 5 Bände, 1912–1914
- Fra Ishavet, 1919
- Spitsbergen – Norge, 1921
- Norske fangstmænds færder til Grønland, 1922
- Grønland og Grønlandsisen, 1925
- Jorden rundt efter blåhvalen, 1927
- En ishavsskippers saga, 1928
- Ishavsfangsten fra Sandefjord, 1932
- „Norvegia“ rundt Sydpollandet. Norvegia-ekspedisjonen 1930–1931, 1934
- Norsk skibsfart på Brasil i feberårene 1891–1893, 1937